# 馬來西亞天然資源及環境永續部
马来西亚天然资源及环境永续部（马来文：Kementerian Sumber Asli dan Kelestarian Alam Malaysia；英文：Ministry of Natural Resources and Environmental Sustainability Malaysia）是马来西亚政府辖下的一个部门，负责管理天然资源、土地、矿物、地球科学、野生生物、国家公园、林业、测量学、制图和地理空间数据等事务。自20223年12月3日安华内阁出炉，并于2023年12月12日拆分出能源及事务职能。该部门由佐哈里阿都干尼领导，副部长为范长锡。

## 历史
马来西亚天然资源及环境永续部的前身为马来西亚天然资源、环境及气候变化部（NRECC）。2023年12月12日，时任首相拿督斯里安华宣布把马来西亚天然资源、环境及气候变化部拆分为马来西亚天然资源及环境永续部和马来西亚能源及公共事业部（KPTDGA）两个部门，由马来西亚天然资源及环境永续部继承其大部分职能，并由马来西亚能源及公共事业部继承能源和水务两大职能，部长和副部长一职继续由原任马来西亚天然资源、环境及气候变化部长聂阿兹米和副部长范长锡担任。

## 组织架构
天然资源及环境永续部长为马来西亚天然资源及环境永续部的最高政务官，由马来西亚首相任命，并由1名同为政务官的副部长辅助。
秘书长为马来西亚天然资源及环境永续部的最高事务官，并且由3位同为事务官的副秘书长分管旗下内设机构。
- 部长：佐哈里阿都干尼 （代理）
  - 副部长：范长锡
  - 秘书长：Ching Thoo A/L Kim
    - 秘书长直属
      - 策略规划及国际关系处
      - 法律科
      - 廉政科
      - 内部审计科
      - 组织通讯科（公关科）

    - 副秘书长（天然资源）：Norsham binti Abdul Latip
      - 森林管理处
      - 土地、测量及地理空间处
      - 矿物及地理科学处

    - 副秘书长（环境永续）：Nor Yahati binti Awang
      - 环境管理处
      - 气候变迁处
      - 生物多样性管理处
      - 资源调动科

    - 副秘书长（管理）：Norsham binti Abdul Latip
      - 管理服务处
      - 财务及采购处
      - 人力资源管理处
      - 发展处
      - 信息管理处
      - 会计处

### 附属联邦政府机构
1. 环境局（JAS）
2. 生物安全局（JBK）
3. 联邦土地及矿物局（JKPTG）
4. 马来西亚气象局（MET）
5. 矿物及地理科学局（JMG）
6. 马来西亚半岛森林局（JPSM）
7. 马来西亚半岛野生动物保护及国家公园局（PERHILITAN）
8. 马来西亚土地测量与图测局（JUPEM）

### 附属法定机构
1. 马来西亚绿色科技及气候变迁组织（MGTC）
2. 锡矿工业研究及发展局（LPT）

### 附属学院及研究院
1. 马来西亚森林研究院（FRIM）
2. 国家土地及测绘研究院（INSTUN）

### 附属专家组织
1. 马来西亚地质学家局（LAGM）
2. 土地测量师局（LJT）

### 附属基金会
1. 绿色基金（YaHijau）
2. 苏丹米占南极研究基金（YPASM）

### 附属官联公司
1. 马来西亚森林基金（MFF）